# Заруба, Анатолий Леонидович
Анатолий Леонидович Заруба (19 января 1936 — 6 октября 1994) — советский писатель. Член Союза писателей Украины с 1978 года.

## Биография
Анатолий Заруба родился 19 января 1936 года в семье рабочего в Мариуполе (по другим данным — в селе Червоное Поле (Запорожская область)).
С 1954 года работал инженером на заводе «Азовсталь». С 1955 по 1958 годы служил в Советской Армии. В 1974 году стал членом КПСС. В 1975 году заочно окончил Литературный институт имени Горького в Москве.
Писал на русском языке. Дебютировал в 1961 году. Печатался в журналах «Донбасс», «Смена», «Рабоче-крестьянский корреспондент», ежегоднике «Родники», других периодических изданиях, сборниках. Автор сборников стихов «Отчие места» (1974), рассказов и повестей (сборники «Живите светло», 1975; «Август в отчем доме», 1981; «Тёрпкий запах шалфея», 1984; «Заветное окно», 1986). Произведения Зарубы посвящены металлургам, сельским труженикам. В 1980 году получил диплом Всесоюзного литературного конкурса имени Островского за цикл рассказов «Вечность в трёх измерениях».
Трагически погиб 6 октября 1994 года в селе Массандра, АР Крым. Похоронен в Мариуполе.

## Работы
- Отчие места: Стихи. 1974;
- Живите светло: Повесть, рассказы. 1975;
- Август в отчем доме: Рассказы и повести. 1981;
- Терпкий запах шалфея: Рассказы. 1984;
- Заветное окно: Рассказы, повести. 1986.